# Масионис, Джон (спортсмен)
Джон Джозеф Масионис (англ. John Joseph Macionis, 27 мая 1916, Филадельфия, штат Пенсильвания, США — 16 февраля 2012, Шарлотсвилл, штат Виргиния, США) — американский пловец, серебряный призёр летних олимпийских игр в Берлине 1936 в эстафете 4×200 м вольным стилем.
В юности был капитаном команды Central High School, выступая за которую в 1933 г. установил мировой рекорд на дистанции 200 ярдов вольным стилем. Затем выступал за команду Йельского университета. В 1935 г. на чемпионате США он выиграл на дистанции 440 ярдов, обойдя действующих рекордсменов мира на различных дистанциях. Также неоднократно становился победителем и призёром национальных студенческих соревнований, проводившихся под эгидой NCAA.
На летних Олимпийских играх в Берлине (1936) пловец не смог квалифицироваться в финал в личном зачёте на дистанции 400 м вольным стилем, однако в составе национальной сборной стал серебряным призёром в эстафете 4×200 м вольным стилем (9:3.0).
Во время Второй мировой войны служил капитаном-лейтенантом в службе береговой охраны. Затем работал в молочной промышленности, более 50 лет являлся судьёй по плаванию. Был включён в Зал славы плавания в State College, Пенсильвания.